# Kommando Spezialkräfte Marine
Il Kommando Spezialkräfte Marine (KSM) è un corpo di fanteria di marina della Marine, con sede a Eckernförde dal 1º aprile 2014. Fa parte della Einsatzflottille 1 e assieme nel Seebataillon componente della fanteria della Marine.
Nel KSM vi sono i Kampfschwimmer come Spezialkräfte della Marine. Questi furono dal 1997 al 2014 nella Spezialisierten Einsatzkräften Marine (SEK M), sciolti successivamente. Rappresentano l'equivalente per il mare del terrestre Kommando Spezialkräfte del Heer, in sinergia con lo stesso.

## Scopo
Scopo del Kommando Spezialkräfte Marine (KSM) è la lotta armata contro forze terroristiche e operazioni di evacuazione, di ricognizione di porti e flotte, così come la raccolta di informazioni chiave sul campo. L'operatività è in ambito nazionale che all'estero per la protezione di navi e porti. I soldati operano in mare, cielo e terra (See-Luft-Land).

## Organizzazione
Il Kommandeur con la sua organizzazione:
- Stab
- Zentrale Sanität
- EOD-Zug
- Kampfschwimmerkompanie
  - Einsatzteam I
  - Einsatzteam II
  - Einsatzteam III
  - Einsatzgruppe Land
  - Einsatzgruppe Luft
  - Einsatzgruppe See
- Ausbildungsinspektion
  - Kampfschwimmer-Ausbildung

## Kommandeur
| Nr. | Nome                             | Inizio mandato    | Fine mandato      |
| --- | -------------------------------- | ----------------- | ----------------- |
| 1.  | Fregattenkapitän Jörg Buddenbohm | 1º ottobre 2013   | 23 settembre 2016 |
| 2.  | Fregattenkapitän Henrik Riechert | 23 settembre 2016 | -                 |